# 미국-인도 관계

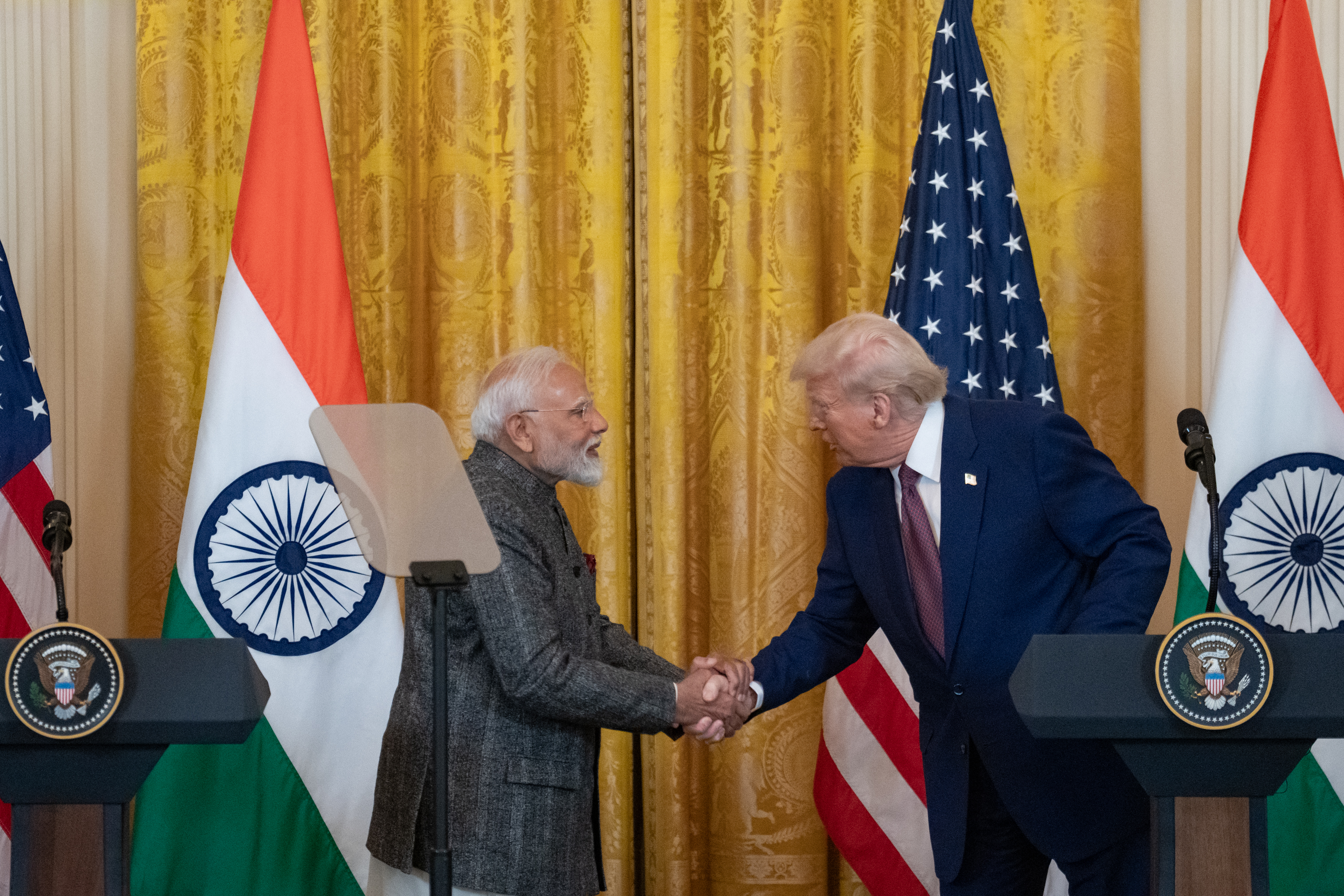
2025년 백악관에서 도널드 트럼프 대통령과 함께한 나렌드라 모디 총리

인도와 미국의 관계는 인도의 독립운동으로 거슬러 올라가며 1947년 영국으로부터 독립한 후에도 계속되고 있다. 현재 인도와 미국은 긴밀한 관계를 유지하고 있으며 인도-태평양 지역에서 대테러 활동 및 중국의 영향력 대응과 같은 문제에 대해 협력을 강화하고 있다.
갤럽의 연례 세계 문제 설문조사에 따르면 인도는 미국인들이 세계에서 여섯 번째로 좋아하는 국가로 인식하고 있으며, 2015년에는 71%, 2023년에는 70%의 미국인이 인도를 호의적으로 보고 있다. 갤럽 여론조사에 따르면 2017년에는 74%, 2019년에는 72%, 2020년에는 75%, 2022년에는 77%의 미국인이 인도를 호의적으로 보는 것으로 나타났다. 아프가니스탄 함락 후 2021년 8월에 실시된 모닝 컨설팅 여론조사에 따르면 인도인의 79%가 미국을 호의적으로 보는 반면, 미국을 호의적으로 보는 비율은 10%에 달했다. 이는 조사 대상 15개 주요 국가 중 가장 높은 호감도였으며, 당시 미국 시민들이 미국을 호의적으로 보는 비율보다 높았다.

## 배경

### 초기 시제 관계
1954년 미국은 파키스탄을 중앙 조약 기구(CENTO) 동맹국으로 만들었다. 그 결과 인도는 미국-파키스탄 관계에 대응하기 위해 소련과 전략적 및 군사적 관계를 발전시켰다. 1961년 인도는 냉전 시대에 미국이나 소련과 동맹을 맺지 않기 위해 비동맹 운동의 창립 회원국이 되었다. 1971년 인도-파키스탄 전쟁 당시 닉슨 행정부의 파키스탄 지원은 1991년 소련이 해체될 때까지 관계에 영향을 미쳤다. 1990년대에 인도의 외교 정책은 단극화 세계에 적응했고 인도는 미국과 긴밀한 관계를 발전시켰다.

### 우정의 성장
21세기 인도 외교 정책은 다극화된 세계에서 주권을 보호하고 국익을 증진하기 위해 인도의 전략적 자율성을 활용하려고 노력해 왔다.

## 역사

### 탐험의 시대
아메리카 원주민의 대안으로 사용되어 온 "인디언"이라는 용어는 크리스토퍼 콜럼버스가 인도를 찾던 중 동인도 제도에 도착했다고 생각하면서 유래했다. 이러한 역사적 오해는 수세기 동안 지속되어 아메리카 원주민 정체성을 둘러싼 문화적 인식과 서사를 형성해 왔다.

## 문화적 관계
2025년에 450만 명이 넘는 인도계 미국인 디아스포라는 문화 및 교육 교류를 강화하고 있다. 학생 및 기술직 근로자 비자는 여전히 중요한 초점이며, 수천 명의 인도 전문가가 미국 경제에 기여하고 있다.

### 영화
최근 몇 년 동안 미국에서 인도 영화가 더 인기를 끌고 있다. 《미시시피 마살라》와 같은 미국 영화는 수십 년 전 인도계 미국인과 다른 인종 집단 간의 인종 관계를 논의할 수 있는 길을 열어준 반면, 《RRR》과 같은 인도 영화는 21세기에 전례 없는 성공을 거두었다.
할리우드 영화는 인도에서도 점점 더 인기를 얻고 있으며, 인도는 미국 영화에서 가장 높은 수익을 올리는 상위 10위 또는 5위 안에 들었다.